# Кірстен Нільсен
Кірстен Мішель Нільсен (англ. Kirstjen Michele Nielsen; нар. 14 травня 1972, Клірвотер, Флорида) — міністр внутрішньої безпеки США з 2017 р. до 2019 року.

## Біографія
Закінчила Джорджтаунську школу дипломатичної служби, вивчала право в Університеті Вірджинії (1999 р.). Будучи експертом з кібербезпеки, працювала у Центрі кібернетичної та внутрішньої безпеки при Університеті Джорджа Вашингтона і в Консультативній раді з глобальних ризиків при Всесвітньому економічному форумі.
Засновниця і колишній президент компанії Sunesis Consulting. Створила і очолювала управління законодавчої політики та у справах уряду в Адміністрації транспортної безпеки США.
В адміністрації Джорджа Буша-молодшого обіймала посаду радника президента щодо запобігання, підготовки та реагування в Раді з внутрішньої безпеки Сполучених Штатів.
Нільсен була заступником голови адміністрації президента США з вересня по грудень 2017 р. і керівником апарату міністра внутрішньої безпеки з січня по липень 2017 р.